# Erebus purpurata
Erebus purpurata là một loài bướm đêm trong họ Erebidae.